# 维托尔·佩雷拉
维托尔·曼努埃尔·德·奥利维拉·洛佩斯·佩雷拉（葡萄牙语：Vítor Manuel de Oliveira Lopes Pereira，1968年7月26日—）出生于葡萄牙埃斯皮纽，葡萄牙退役足球运动员，司职中场，先后担任波尔图、费内巴切、奥林比亚科斯等俱乐部主教练。2018-2020赛季上海上港集团足球俱乐部主教练，带领上海上港夺得2018赛季中超联赛冠军与2019赛季中国足协超级杯冠军。

## 足球生涯
出生在葡萄牙埃斯皮纽的佩雷拉只踢过业余足球，28岁时他结束了自己的职业生涯并开始指导青少年足球。2004赛季中期，佩雷拉第一次成为主教练，担任葡萄牙第三级别联赛圣若昂人体育会（葡萄牙语：Associação Desportiva Sanjoanense）的主教练。在随后一个赛季，他成为了同级别联赛埃斯皮纽体育会（葡萄牙语：Sporting Clube de Espinho ）的主教练，在2006赛季开局十轮后边宣告下课，随后他在波尔图重回青训教练的岗位。2008赛季，他受邀担任葡甲联赛辛达克拉体育会的主教练，先后带领球队拿到第三与第四位，连续与冲超失之交臂。
2010年，佩雷拉离开辛达克拉体育会，成为了时任波尔图主教练博阿斯的助手。次年6月21日，在博阿斯前往切尔西担任主教练后，佩雷拉被任命为波尔图一线队的主教练，并从吉马良斯手中赢得了他的第一座奖杯——当季的葡萄牙超级杯。尽管在欧战（欧冠小组赛出局，欧联杯止步32强）和葡萄牙杯的表现都不尽人意，佩雷拉仍然带领波尔图拿到了联赛冠军。

## 带队数据[5]
| 俱乐部         | 由             | 至             | 记录 | 记录 | 记录 | 记录 | 记录   |
| 俱乐部         | 由             | 至             | 赛   | 胜   | 平   | 负   | 胜率 % |
| -------------- | -------------- | -------------- | ---- | ---- | ---- | ---- | ------ |
| 辛达克拉体育会 | 2008年6月1日   | 2010年6月3日   | 69   | 31   | 21   | 17   | 44.93  |
| 波尔图         | 2011年6月22日  | 2013年6月7日   | 92   | 64   | 16   | 12   | 69.57  |
| 阿尔阿赫利     | 2013年7月1日   | 2014年5月4日   | 37   | 19   | 10   | 8    | 51.35  |
| 奥林比亚科斯   | 2015年1月8日   | 2015年6月10日  | 20   | 12   | 5    | 3    | 60.00  |
| 费纳巴切       | 2015年6月11日  | 2016年8月15日  | 62   | 38   | 15   | 9    | 61.29  |
| 慕尼黑1860     | 2017年1月1日   | 2017年5月31日  | 20   | 6    | 3    | 11   | 30.00  |
| 上海上港       | 2017年12月12日 | 2020年12月31日 | 118  | 69   | 27   | 22   | 58.47  |
| 总计           | 总计           | 总计           | 430  | 249  | 98   | 83   | 57.91  |

以上数据截至2020年12月7日

## 荣誉一览[5]
波尔图
- 葡萄牙足球超级联赛冠军：2011赛季、2012赛季
- 葡萄牙超级杯冠军：2011赛季、2012赛季

- 葡萄牙联赛杯亚军： 2012赛季
- 欧洲超级杯亚军：2011赛季

阿尔阿赫利
- 沙特国王杯亚军：2014赛季

奥林匹亚科斯
- 希腊超级联赛冠军：2014赛季
- 希腊足球杯冠军：2014赛季

上海上港
- 中国足球超级联赛冠军：2018赛季
- 中国足协超级杯：2019赛季